# 점봉초등학교
점봉초등학교(店峰初等學校)는 대한민국 경기도 여주시에 있는 공립 초등학교이다.

## 연혁
- 1939.06.01 점봉공립학교 설립 인가 개교(능현리)
- 1939.09.11 신축교사 낙성 이전(점봉리)
- 1941.04.01 점봉국민학교로 개칭
- 1982.03.01 점봉국민학교 병설유치원 1학급 설립인가
- 1990.03.01 특수학급 1학급 설립인가
- 1995.12.18 유촌도서관 신축 1동
- 1996.03.01 점봉초등학교로 개칭
- 1997.10.02 급식소 및 식당 신축
- 2003.04.27 운동장 확장, 옹벽 및 교문 신축 공사
- 2004.11.28 교실 3실 증축
- 2005.09.13 꿈나무관 준공
- 2012.03.01 제23대 박병욱 교장선생님 취임
- 2015.02.05 유치원 제 33회 졸업식
- 2015.02.13 제72회 졸업식(55명 / 총계 6221명)
- 2015.03.01 17학급 편성(특수학급1), 병설유치원 1